# 乔治·史密斯 (游泳运动员)
乔治·史密斯（英語：George Smith，1949年11月20日—），加拿大男子游泳运动员。他曾代表加拿大参加1970年英联邦运动会游泳比赛，获得二枚金牌和二枚银牌。他也曾参加1968年夏季奥运会。

## 家庭
弟弟格雷厄姆·史密斯，妹妹贝姬·史密斯。